# Bolton Wanderers Football Club 2004-2005
Questa voce raccoglie le informazioni riguardanti il Bolton Wanderers Football Club nelle competizioni ufficiali della stagione 2004-2005.

## Rosa
| N. |                        | Ruolo | Calciatore             |
| -- | ---------------------- | ----- | ---------------------- |
| 1  | Inghilterra (bandiera) | P     | Kevin Poole            |
| 2  | Inghilterra (bandiera) | D     | Anthony Barness        |
| 3  | Brasile (bandiera)     | D     | Júlio César            |
| 4  | Inghilterra (bandiera) | C     | Kevin Nolan            |
| 5  | Francia (bandiera)     | D     | Bruno N'Gotty          |
| 6  | Galles (bandiera)      | C     | Gary Speed             |
| 7  | Grecia (bandiera)      | C     | Stelios Giannakopoulos |
| 8  | Inghilterra (bandiera) | A     | Michael Bridges        |
| 9  | Danimarca (bandiera)   | A     | Henrik Pedersen        |
| 10 | Nigeria (bandiera)     | C     | Jay-Jay Okocha         |
| 11 | Giamaica (bandiera)    | C     | Ricardo Gardner        |
| 14 | Inghilterra (bandiera) | A     | Kevin Davies           |
| 15 | Tunisia (bandiera)     | D     | Radhi Jaïdi            |
| 16 | Spagna (bandiera)      | D     | Iván Campo             |
| 17 | Francia (bandiera)     | D     | Florent Laville        |
| 18 | Inghilterra (bandiera) | D     | Nicky Hunt             |

| N. |                              | Ruolo | Calciatore          |
| -- | ---------------------------- | ----- | ------------------- |
| 19 | Spagna (bandiera)            | D     | Fernando Hierro     |
| 21 | Senegal (bandiera)           | A     | El Hadji Diouf      |
| 22 | Finlandia (bandiera)         | P     | Jussi Jääskeläinen  |
| 23 | Francia (bandiera)           | D     | Vincent Candela     |
| 23 | Inghilterra (bandiera)       | A     | Les Ferdinand       |
| 24 | Nigeria (bandiera)           | C     | Blessing Kaku       |
| 26 | Israele (bandiera)           | D     | Tal Ben Haim        |
| 28 | Portogallo (bandiera)        | A     | Ricardo Vaz Tê      |
| 30 | Trinidad e Tobago (bandiera) | A     | Ricky Shakes        |
| 31 | Inghilterra (bandiera)       | D     | Charlie Comyn-Platt |
| 32 | Inghilterra (bandiera)       | D     | Jason Talbot        |
| 33 | Irlanda (bandiera)           | D     | Joey O'Brien        |
| 34 | Francia (bandiera)           | A     | Bédi Buval          |
| 35 | Inghilterra (bandiera)       | D     | Bradley Hill        |
| 39 | Senegal (bandiera)           | C     | Khalilou Fadiga     |